# Wonder (Shawn-Mendes-Album)
Wonder ist das vierte Studioalbum des kanadischen Sängers und Songwriters Shawn Mendes. Es erschien im Dezember 2020 bei Island Records.

## Entstehung und Veröffentlichung
Die Erstveröffentlichung von Wonder erfolgte am 4. Dezember 2020 bei Island Records. Das Album erschien in seiner Originalausführung als CD (Katalognummer: 00602435247441), Download und Streaming (Katalognummer: 20UMGIM83351/00602435247571) sowie als LP (Katalognummer: 060243525044) mit 14 Titeln. Mit der Erstveröffentlichung erschienen weltweit verschiedene Deluxeversionen, mit unterschiedlicher Anzahl an Bonustiteln.
Geschrieben und produziert wurden alle Lieder vom Interpreten selbst. Bei der Produktion war er lediglich nicht bei dem Titel 305 beteiligt, jedoch am Schreibprozess. Unterstützung erhielt Mendes in beiden Funktionen durch verschiedene, wechselnde Koautoren und -produzenten.

## Titelliste
| #  | Titel                                         | Autor(en)                                                                     | Produzent(en)                                              | Länge |
| -- | --------------------------------------------- | ----------------------------------------------------------------------------- | ---------------------------------------------------------- | ----- |
| 1  | Intro                                         | Shawn Mendes                                                                  | Shawn Mendes                                               | 1:02  |
| 2  | Wonder                                        | Nate Mercereau, Scott Harris, Shawn Mendes, Thomas Hull                       | Kid Harpoon, Nate Mercereau, Scott Harris, Shawn Mendes    | 2:52  |
| 3  | Higher                                        | Scott Harris, Shawn Mendes                                                    | Kid Harpoon, Nate Mercereau, Shawn Mendes                  | 2:40  |
| 4  | 24 Hours                                      | Nate Mercereau, Scott Harris, Shawn Mendes, Thomas Hull                       | Kid Harpoon, Scott Harris, Shawn Mendes                    | 2:30  |
| 5  | Teach Me How To Love                          | Nate Mercereau, Scott Harris, Shawn Mendes, Thomas Hull                       | Kid Harpoon, Nate Mercereau, Shawn Mendes                  | 3:22  |
| 6  | Call My Friends                               | Nate Mercereau, Scott Harris, Shawn Mendes, Thomas Hull, John Ryan            | Kid Harpoon, Shawn Mendes, John Ryan                       | 2:51  |
| 7  | Dream                                         | Nate Mercereau, Scott Harris, Shawn Mendes, Thomas Hull                       | Kid Harpoon, Nate Mercereau, Shawn Mendes                  | 3:34  |
| 8  | Song For No One                               | Adam Feeney, Nate Mercereau, Scott Harris, Shawn Mendes                       | Frank Dukes, Nate Mercereau, Shawn Mendes                  | 3:11  |
| 9  | Monster (feat. Justin Bieber)                 | Justin Bieber, Shawn Mendes, Adam King Feeney, Mustafa Ahmed, Ashton Simmonds | Frank Dukes, Shawn Mendes, Matthew Tavares, Kaan Gunesberk | 2:59  |
| 10 | 305                                           | Nate Mercereau, Scott Harris, Shawn Mendes, Thomas Hull                       | Kid Harpoon, Nate Mercereau                                | 3:09  |
| 11 | Always Been You                               | Scott Harris, Shawn Mendes, Tobias Jesso Jr., Zubin Thakkar                   | Kid Harpoon, Nate Mercereau, Shawn Mendes                  | 2:47  |
| 12 | Piece of You                                  | Eric Frederic, Scott Harris, Shawn Mendes, John Ryan                          | Ricky Reed, Shawn Mendes                                   | 2:55  |
| 13 | Look Up at the Stars                          | Scott Harris, Shawn Mendes, Thomas Hull                                       | Kid Harpoon, Shawn Mendes                                  | 3:31  |
| 14 | Can’t Imagine                                 | Shawn Mendes                                                                  | Kid Harpoon, Shawn Mendes                                  | 2:29  |
|    | Holiday Deluxe                                |                                                                               |                                                            |       |
| 15 | The Christmas Song (feat. Camila Cabello)     | Traditional                                                                   | Traditional                                                | 3:16  |
| 16 | Can’t Take My Eyes Off You (BBC Live Version) | Shawn Mendes                                                                  | Kid Harpoon, Shawn Mendes                                  | 3:24  |

## Singleauskopplungen
| Jahr | Titel                | Höchstplatzierung, Gesamtwochen, AuszeichnungChartplatzierungen (Jahr, Titel, , Platzierungen, Wochen, Auszeichnungen, Anmerkungen) | Höchstplatzierung, Gesamtwochen, AuszeichnungChartplatzierungen (Jahr, Titel, , Platzierungen, Wochen, Auszeichnungen, Anmerkungen) | Höchstplatzierung, Gesamtwochen, AuszeichnungChartplatzierungen (Jahr, Titel, , Platzierungen, Wochen, Auszeichnungen, Anmerkungen) | Höchstplatzierung, Gesamtwochen, AuszeichnungChartplatzierungen (Jahr, Titel, , Platzierungen, Wochen, Auszeichnungen, Anmerkungen) | Höchstplatzierung, Gesamtwochen, AuszeichnungChartplatzierungen (Jahr, Titel, , Platzierungen, Wochen, Auszeichnungen, Anmerkungen) | Höchstplatzierung, Gesamtwochen, AuszeichnungChartplatzierungen (Jahr, Titel, , Platzierungen, Wochen, Auszeichnungen, Anmerkungen) | Anmerkungen                                                                      |
| Jahr | Titel                | DE | AT | CH | UK | US | CA | Anmerkungen                                                                      |
| --- | -------------------- | --- | --- | --- | --- | --- | --- | -------------------------------------------------------------------------------- |
| 2020 | Wonder               | DE47 (10 Wo.)DE | AT21 Platin · (14 Wo.)AT | CH19 (18 Wo.)CH | UK20 Gold · (15 Wo.)UK | US18 Platin · (11 Wo.)US | CA3 ×3Dreifachplatin · (14 Wo.)CA                                                                                                   | Erstveröffentlichung: 2. Oktober 2020 Verkäufe: + 2.225.000                      |
| 2020 | Monster              | DE6 (11 Wo.)DE | AT2 Gold · (9 Wo.)AT | CH2 (15 Wo.)CH | UK9 Silber · (12 Wo.)UK | US8 Platin · (14 Wo.)US | CA1 ×3Dreifachplatin · (17 Wo.)CA                                                                                                   | Erstveröffentlichung: 17. November 2020 Verkäufe: + 2.175.000; mit Justin Bieber |
| Folgende Lieder erschienen nicht als Single, wurden aber durch das Album zum Download und Streaming bereitgestellt und konnten somit eine Platzierung erlangen: |                      | | | | | | |                                                                                  |
| |                      | | | | | | |                                                                                  |
| 2020 | Teach Me How to Love | — | — | — | — | — | CA33 (1 Wo.)CA | Charteinstieg: 19. Dezember 2020 Verkäufe: + 20.000                              |

## Kommerzieller Erfolg

### Chartplatzierungen
| ChartsChartplatzierungen       | Höchstplatzierung | Wochen |
| ------------------------------ | ----------------- | ------ |
| Deutschland (GfK)              | 8 (5 Wo.)         | 5      |
| Kanada (MC)                    | 1 (… Wo.)         | …      |
| Österreich (Ö3)                | 8 (5 Wo.)         | 5      |
| Schweiz (IFPI)                 | 6 (6 Wo.)         | 6      |
| Vereinigte Staaten (Billboard) | 1 (14 Wo.)        | 14     |
| Vereinigtes Königreich (OCC)   | 12 (4 Wo.)        | 4      |

| ChartsJahrescharts (2021)      | Platzierung |
| ------------------------------ | ----------- |
| Vereinigte Staaten (Billboard) | 165         |

### Auszeichnungen für Musikverkäufe
| Land/Region       | Auszeichnungen für Musikverkäufe (Land/Region, Auszeichnung, Verkäufe) | Verkäufe |
| ----------------- | ---------------------------------------------------------------------- | -------- |
| Brasilien (PMB)   | 2× Platin                                                              | 80.000   |
| Kanada (MC)       | Platin                                                                 | 80.000   |
| Neuseeland (RMNZ) | Gold                                                                   | 7.500    |
| Polen (ZPAV)      | Platin                                                                 | 20.000   |
| Insgesamt         | 1× Gold · 4× Platin ·                                                  | 187.500  |

Hauptartikel: Shawn Mendes/Auszeichnungen für Musikverkäufe